# Estadio Raimundo de Oliveira
El Estadio Raimundo de Oliveira Filho, o Raimundão es un estadio de fútbol ubicado en la ciudad de Caucaia, en el estado de Ceará. Fue construido el 25 de marzo de 2001 y tiene capacidad para 4.000 personas.
Además del Caucaia Esporte Clube que utiliza el estadio para sus partidos y entrenamientos, también lo utilizan otros equipos locales y regionales, como: Floresta, Guarany de Sobral, Itapajé, Ferroviário, Tiradentes, entre otros.